# Rostrum Records
Rostrum Records je nezávislá společnost, která byla založena v roce 2003 Benjyem Grinbergem v Pittsburghu, Pensylvánii, USA. Label má v současné době na svém seznamu sedm umělců a to jsou: Wiz Khalifa, Mac Miller, Vali, TeamMate, Donora, Boaz a Leon Thomas. Prezidentem společnosti je Grinberg a viceprezidentem je Arthur Pitt. Rostrum zatím prodal přes 9 miliónů singlů a 900 000 alb prostřednictvím dohody s Atlantic Records a Wiz Khalifou.